# Sân bay Miho-Yonago
Sân bay Miho-Yonago (美保飛行場) (IATA: YGJ, ICAO: RJOH), cũng gọi là Sân bay Yonago hay Căn cứ hàng không Miho, là một sân bay phục vụ Yonago, một thành ở tỉnh Tottori của Nhật Bản. Sân bay này thuộc quản lý của Đội tự vệ hàng không và được sử dụng cho mục đích quân sự và dân dụng.

## Các hãng hàng không và các tuyến điểm
- All Nippon Airways (Nagoya-Centrair, Tokyo-Haneda) [3]
- Asiana Airlines (Seoul-Incheon)
- Hong Kong Airlines (Hồng Kông) (từ ngày 14 tháng 9 năm 2016)